# Botelho de Mesquita
José Ignácio Botelho de Mesquita (São Paulo, 11 de julho de 1935—São Paulo, 20 de junho de 2014) foi um jurista brasileiro, Professor Emérito da Universidade de São Paulo, advogado e autor de diversas obras na área do Direito Processual Civil. Seu pensamento é marcado pela defesa dos temas da liberdade e do garantismo no processo judicial.

## Biografia
FIlho de Paulo de Mesquita e de Lucia Botelho de Mesquita, formou-se em Ciências Jurídicas e Sociais em 1958, na Faculdade de Direito da Universidade de São Paulo. Foi discípulo do espanhol Jayme Guasp Delgado na Universidade de Madri, onde concluiu o doutorado em 1960. De volta a São Paulo, especializou-se em Direito Processual Civil na Faculdade de Direito da Universidade de São Paulo, em 1962, como discípulo de Luis Eulálio de Bueno Vidigal, obtendo o título de livre docente em 1963. Lecionou Direito Processual Civil na Universidade de São Paulo de 1964 a 2005, quando foi obrigado à aposentadoria compulsória por já ter atingido 70 anos de idade. Faleceu em 20 de junho de 2014, aos 78 anos.

## Teses, monografias e artigos
- A Autoridade da Coisa Julgada e a Imutabilidade da Motivação da Sentença. 1963 (tese apresentada para obtenção do título de livre docente)
- A Causa Petendi nas Ações Reivindicatórias "in" Revista de Direito Processual Civil, vol. 6, p. 183. 1967
- Da propositura da ação de Mandado de Segurança "in" Revista dos Tribunais, vol. 418, p. 19. 1970
- Da liquidez suficiente para Requerer a Falência "in“ Revista de Direito Mercantil, vol. 7, p. 47. 1972
- Da Ação Civil. 1973 (tese para o concurso de Professor Titular de Direito da USP)
- Da Jurisdição e da Ação Civil no Pensamento de Canuto Mendes de Almeida, "in" Ciência Penal, nº 3, p. 8. 1976
- Processo administrativo tributário federal "in" I Ciclo de Conferências sobre Temas Tributários, p. 223. 1979
- Julgamento Antecipado "in" O Processo Civil, Revista do Advogado, p. 209. 1974
- Aspectos Processuais do Mandado de Segurança "in" Mandado de Segurança, p. 55. 1977
- O Principio da Liberdade na Prestação Jurisdicional, “in" Anais da VIII Conferência Nacional da OAB-SP, p. 381 e "in" Revista de Informação Legislativa, nº 66, p. 3.
- A nova Lei do Solo Urbano: Aspectos de Direito Processual "in" Revista do Advogado, nº IV, p. 64.
- Medidas Cautelares no Direito de Família "in" Revista do Advogado, nº 6, p. 58
- Da Ação de Evicção "in" Ajuris, nº 22, p. 81. 1980
- Competência: Distribuição por Dependência "in" Revista de Processo, nº 19, p. 215.
- A Súmula da Jurisprudência Predominante no Supremo Tribunal Federal "in" Revista do Instituto dos Advogados do Paraná, vol. 5, p. 119. 1981
- Conteúdo da causa de pedir "in" Revista dos Tribunais, vol. 564, p. 41.
- Correção Monetária em Concordata "in" Revista dos Tribunais nº 593/51.
- Do Mandado de Segurança "in" Revista do Advogado, nº 7, p. 81.
- O Mandado de Segurança, "in" Estudos de Direito Público, ano IV/V, nº 8, p. 45.
- Constituição e Ordem Constitucional "in" Visão, ano XXXIV, nº 41, p. 22. 1986
- Da Uniformização da Jurisprudência "in" Revista dos Tribunais, vol. 613, p. 15.
- Sentença estrangeira "in" Revista de Processo, nº 44, p. 223.
- Limites ao poder do juiz nas cautelares antecipatórias “in” Revista Brasileira de Direito Processual Civil, vol. 56, p. 44.
- Da competência internacional e dos princípios que a informam "in" Revista de Processo, vol. 50. p. 51.
- Da ação rescisória "in" Revista do Advogado, vol. 27, p. 48.
- Anteprojeto de Lei que dispõe sobre o mandado de injunção, 04.01.89 publicado no Jornal "O Estado de S. Paulo" de 26.08.89, pp. 34 e 35. 1989
- Na ação do consumidor, pode ser inútil a defesa do fornecedor "in" Revista do Advogado, nº 33, p. 80.
- Autoridade coatora: Isenção Fiscal “in" Revista de Direito Tributário, nº 55, p. 48. 1991
- Ação Popular: Legitimação ativa, prazo, legitimação passiva "in" Revista Forense, vol. 299, p. 175.
- Litisconsórcio unitário "in” Revista do Advogado, nº 40, p. 10.
- A nova lei de recursos "in" Revista Trimestral de Direito Público, vol. 2, p. 293.
- A Prova: Limitações ao poder de indeferi-la “in" Revista Forense, vol. 325, p. 134.
- A coisa julgada no Código do Consumidor "in" Revista Forense, vol. 326, p. 79.
- Liquidação por arbitramento "in" Revista Forense, vol. 328, p. 165.
- A garantia do devido processo legal: aplicação contra excesso do Ministério Público "in" Revista Forense, vol. 327, p. 149.
- Da autoridade civil da coisa julgada penal "in" Estudos de Direito Processual em memória de Luiz Machado Guimarães, p. 233. 1997
- O dano moral na lei de imprensa, artigo publicado no jornal O Estado de S. Paulo, de 12.09.97. 1997
- Uniformização de Jurisprudência (esboço de substitutivo ao Projeto de Lei nº 3.804/93) “in” Lex Jurisprudência do Supremo Tribunal Federal, nº 226, p. 65.
- Natureza jurídica da intervenção do IRB nas ações de seguro “in” Revista de Processo, vol. 91, p. 212.
- A crise do Judiciário e o processo “in” Revista da Escola Paulista da Magistratura, vol. 2, n. 1, p. 85.